# Bầu cử cấp tỉnh Iraq, 2009

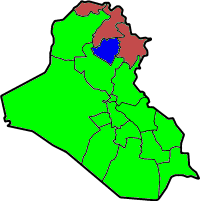
Các tỉnh được bầu màu xanh; Kirkuk xanh dương và Kurdistan thuộc Iraq đỏ

Cuộc bầu cử cấp tỉnh diễn ra tại Iraq ngày 31 tháng 1 năm 2009, để thay thế hội đồng địa phương đại diện cho 14 trong tổng số 18 tỉnh Iraq đã được bầu trong cuộc bầu cử cấp tỉnh Iraq, 2005. 14.431 ứng viên - kể cả 3.912 phụ nữ - sẽ cạnh tranh 440 ghế. Các ứng cử viên từ hơn 400 đảng - 75% trong số đó được thành lập không lâu.

## Chi tiết
Cuộc bầu cử diễn ra trên khắp mọi miền Iraq từ 7 giờ sáng ngày thứ Bảy 31 tháng 1 năm 2009 theo giờ địa phương (4 giờ sáng theo giờ GMT) và đóng cửa vào 5 giờ chiều cùng ngày. (14h chiều theo giờ GMT).
Nhưng trước đó, các cuộc bỏ phiếu sớm đã được tiến hành trước cuộc bỏ phiếu chính ngày 31/1 nhằm cố gắng tránh các vấn đề về an ninh, hậu cần và gian lận bầu cử đã phát sinh trong cuộc bầu cử 4 năm trước đó, khi tất cả các cử tri đủ tư cách đi bỏ phiếu cùng một ngày. Các địa điểm bầu cử ở Iraq đã mở cửa ngày 28 tháng một trong giai đoạn đầu của cuộc bầu cử cấp tỉnh mang tính bước ngoặt của nước này.
Cuộc bầu cử này được Washington và Bagdad coi là một bước đi quan trọng trong việc đảm bảo sự ổn định trước tình trạng bất ổn khi quân Mỹ chuẩn bị đẩy nhanh kế hoạch rút quân khỏi Iraq trước năm 2011. Với sự giúp đỡ của Liên Hợp Quốc, Iraq sẽ tiến hành bầu cử ở 14 trong số 18 tỉnh ở nước này. Khoảng 15 triệu cử tri được kêu gọi đi bỏ phiếu để bầu 440 quan chức lãnh đạo các hội đồng tỉnh.
Các hội đồng này có trách nhiệm đề cử các tỉnh trưởng và phải chịu trách nhiệm về các dự án tài chính và tái thiết ở các khu vực của họ, trong khi các lực lượng an ninh vẫn nằm dưới sự kiểm soát của chính quyền trung ương. Theo lịch trình, kết quả bầu cử được công bố sau ngày bầu cử vài hôm.

## Nỗ lực
Các vòng bỏ phiếu ngày 31 tháng 1 năm 2009 đã diễn ra một cách hòa bình. Rất nhiều người Sunni ở Iraq đã đi bỏ phiếu lần đầu tiên sau khi từng tẩy chay các cuộc bầu cử trước đó 4 năm vì sợ bị phiến quân trả thù và cũng vì phản đối sự chiếm đóng của quân đội Hoa Kỳ. Điều này sẽ làm tăng cơ hội đoàn kết người dân Iraq, đưa nước này trở thành một thể thống nhất.
Các đảng thế tục người Shi’ite dường như đã giành được vị thế nhờ các đảng tôn giáo của người Shi’ite hiện chiếm ưu thế ở nước này. Nhiều người Iraq đổ lỗi việc này đã đẩy đất nước tới bờ vực nội chiến trong giai đoạn 2006 - 2007.
Ba tỉnh vốn hợp thành một vùng tự trị nằm dưới quyền kiểm soát của người Kurd vẫn phải lên kế hoạch cho các cuộc bỏ phiếu cấp tỉnh, vì những lý do nội bộ, mặc dù cuộc bầu cử cho nghị viện vùng đã được yêu cần tổ chức vào tháng 5.
Tỉnh Kirkuk giàu tài nguyên dầu mỏ đang tranh chấp - một khu vực mà người Kurd tuyên bố chủ quyền nhưng có dân cư hỗn hợp các sắc tộc - cũng nằm ngoài các vòng bỏ phiếu mới nhất vì những chia rẽ về hệ thống bầu cử được coi là quá khó để giải quyết.
Chừng nào Iraq tránh được những than phiền về các kết quả bầu cử cấp tỉnh, các cuộc bỏ phiếu dường như có thể thúc đẩy quá trình rút quân của Mỹ khỏi nước này. Các quan sát viên cũng coi cuộc bầu cử là một bằng chứng báo hiệu kết quả bỏ phiếu bầu quốc hội tại Iraq vào tháng 12. Đó có thể là tin tốt lành đối với Thủ tướng Nouri al-Maliki, người có các đồng minh nhiều khả năng sẽ thắng lợi lớn vào thời điểm này.

## Kết quả
Đồng minh của thủ tướng Iraq, vốn có sự hậu thuẫn của Hoa Kỳ, vào Chủ Nhật ngày 1 tháng 2 có vẻ đã chiến thắng trong các cuộc bầu cử địa phương, với các nhóm được coi là công trong việc trấn áp phiến quân và thành phần khủng bố được sự hậu thuẫn của cử tri, theo các kết quả chưa chính thức.
Các kết quả sơ khởi của cuộc bỏ phiếu hôm Thứ Bảy 31 tháng 1 sẽ không được loan báo trong vòng mấy ngày sau đó. Nhưng các nguồn tin từ giới truyền thông Iraq và các cuộc thăm dò cho thấy các ứng cử viên hậu thuẫn thủ tướng Nouri al-Maliki đã đạt được hậu thuẫn mạnh mẽ trong khu vực sinh sống của người Shiite ở Nam Iraq. Nếu các nguồn tin này chính xác, sức mạnh chính trị của ông al-Maliki sẽ gia tăng trước ngày có cuộc bầu cử cấp quốc gia vào cuối năm nay và cho thấy người dân nay không còn ủng hộ các đảng phái có khuynh hướng tôn giáo như trước đây.
Tỉ lệ cử tri đi bầu trên toàn quốc là 51 phần trăm, theo lời Faraj al-Haidari, chủ tịch ủy ban bầu cử. Số người đi bầu thay đổi từ 40 phần trăm ở tỉnh Anbar nơi có đông đảo người theo giáo phái Sunni sinh sống, cho đến 65 phần trăm ở tỉnh Salahuddin, sinh quán của Saddam Hussein. Các con số về cử tri đi bầu ở Bagdad chưa được biết rõ, nhưng al-Haidari cho hay các báo cáo sơ khởi nói rằng vào khoảng 40 phần trăm
Những người ủng hộ ông al-Malaki có vẻ đang dẫn đầu ở nhiều nơi trong khu vực phía Nam, kể cả thành phố chiến lược Bassora và thánh địa của người Shiite ở Najaf, theo đài truyền hình tư nhân Iraq Al-Sharqiya. Nhiều cử tri đã khen ngợi nỗ lực của chính phủ trong năm 2008 nhằm phá vỡ sự kiểm soát của thành phần dân quân Shiite ở Bassora và những nơi khác.
Thắng lợi của phía ông al-Maliki là sự thua thiệt của đảng Shiite lớn nhất ở Iraq, Hội đồng Hồi giáo Tối cao Iraq, vốn là một thành viên quan trọng trong chính phủ liên hiệp lúc này nhưng đã ngỏ ý rằng họ có thể giành quyền lãnh đạo trong cuộc bầu cử cấp quốc gia vào cuối năm nay. Hội đồng Hồi giáo Tối cao Iraq là hậu thuẫn của các giới chức tôn giáo gốc Shiite, bị coi là có liên hệ với Iran và thúc đẩy các cuộc bạo động tôn giáo ở Iraq.
Ở tỉnh Anbar, các bộ lạc gốc Sunni cũng hy vọng có được sự hậu thuẫn của cử tri vì nỗ lực của họ nhằm tiêu diệt phiến quân. Lãnh tụ các bộ tộc nay tìm cách chiếm ghế trong hội đồng tỉnh, vốn có quyền kiểm soát ngân sách, công việc và những ảnh hưởng quan trọng khác trong vùng.